# Канческая Милевская, Елизабета
Елизабета Канческая Милевская (макед. Елизабета Канче(в)ска Милевска; род. 30 июня 1970, Велес, Социалистическая Республика Македония, СФРЮ) — македонский государственный деятель, министр культуры Республики Македония с 2008 года.

## Образование
Елизабета Канчевская Милевская в 1993 году окончила философский факультет Университета Святых Кирилла и Мефодия в Скопье по специальности «социология». В марте 2005 года там же получила степень магистра.
Владеет английским и греческим языками.

## Карьера
- С 1992 по 1998 год работала в частной компании.
- В 1998 году стала главой администрации министра культуры Республики Македония.
- В 1999 году назначена советником министра культуры Республики Македония.
- С 2000 по 2002 год была государственным секретарём министерства культуры.
- В октябре 2002 года она стала руководителем Департамента по вопросам европейской интеграции в Агентстве по делам государственной администрации.
- В 2004 году работала в пресс-центре ВМРО-ДПМНЕ.
- С 2006 по 2008 год вновь была государственным секретарём Министерства культуры.
- С июля 2008 года — министр культуры Республики Македония.